# Partido de la Prosperidad
El Partido de la Prosperidad (PP) es un partido político etíope fundado a finales de 2019.
Fue ideado por el primer ministro Abiy Ahmed Ali como una fusión de los partidos de matriz étnica conformantes del Frente Democrático Revolucionario del Pueblo Etíope (FDRPE) en aras de conformar una formación de obediencia pan-etíope. La fusión fue aprobada en noviembre de 2019 por el Partido Democrático Oromo, el Movimiento Democrático Nacional Amhara y el Movimiento Demócrata Popular del Sur de Etiopía, y rechazada por el partido dominante dentro del FDRPE, el Frente de Liberación Popular de Tigray, que consideró a la iniciativa como un movimiento «ilegal y reaccionario». Además, otros cinco partidos regionales adicionales radicados en los territorios de Afar (el Partido Demócrata Nacional de Afar), Gambella (el Movimiento Popular Democrático de Gambella), Harari (la Liga Nacional Harari), Benishangul Gumaz (el Partido Democrático de Benishangul Gumaz) y la Región Somalí (el Partido Democrático Somalí) se sumaron al PP.
Fue lanzado oficialmente el 1 de diciembre de 2019 en la capital del país Addis Abeba.